# Michał Otorowski
Michał Stefan Otorowski (ur. 5 stycznia 1971 w Warszawie) – polski historyk kultury.
Jest absolwentem II Liceum Ogólnokształcącego im. Stefana Batorego w Warszawie (matura 1989). Od 1989 studiował w Instytucie Historycznym Uniwersytetu Warszawskiego, studia ukończył w 1998. Zajmuje się badaniem życia i twórczości Jana Potockiego, zwłaszcza analizą wewnętrznej struktury Rękopisu znalezionego w Saragossie. W 2019 na podstawie napisanej pod kierunkiem Piotra Nowaka rozprawy Teozofia polityczna Jana Potockiego. Studia egzegetyczne nad „Rękopisem znalezionym w Saragossie” uzyskał na Uniwersytecie Warszawskim stopień doktora nauk humanistycznych w dyscyplinie nauki o kulturze i religii.
Publikował w czasopiśmie Ars Regia, Gnosis, Midraszu, Przeglądzie politycznym, kwartalniku Kronos.

## Publikacje książkowe
- Konspiracjonizm polski. Zapoznana tradycja, Warszawa, Lampa i Iskra Boża, 2006, ISBN 9389603365.
- Jan Potocki - koniec i początek : wprowadzenie do badań nad „Rękopisem znalezionym w Saragossie”, Warszawa, Lampa i Iskra Boża, 2008, ISBN 978-83-89603-52-4.
- Cagliostro w Warszawie. Alchemia lansu, Warszawa, Lampa i Iskra Boża, ISBN 978-83-89603-47-0
- „Romans dziwnie ułożony”: Opowieść egzegetyczna o „Rękopisie znalezionym w Saragossie” Jana Potockiego, t. I (dni I-XXIX), Warszawa, Lampa i Iskra Boża, 2009, ISBN 978-83-89603-01-2.
- Archipelag Potockiego. Szkice i artykuły o konspiracjonizmie, mesjanizmie oraz teozofii politycznej, Warszawa, Lampa i Iskra Boża, 2010, ISBN 978-83-89603-86-9.